# Kostel svatého Petra (Poříčí nad Sázavou)
Kostel svatého Petra v Poříčí nad Sázavou, někdy uváděn také jako kostel svatého Petra a Pavla, je římskokatolický filiální kostel farnosti v Poříčí nad Sázavou. Tento pozoruhodný románský kostel v Poříčí nad Sázavou na Benešovsku byl vystavěn ve 12. století a je obklopen hřbitovem .

## Historie

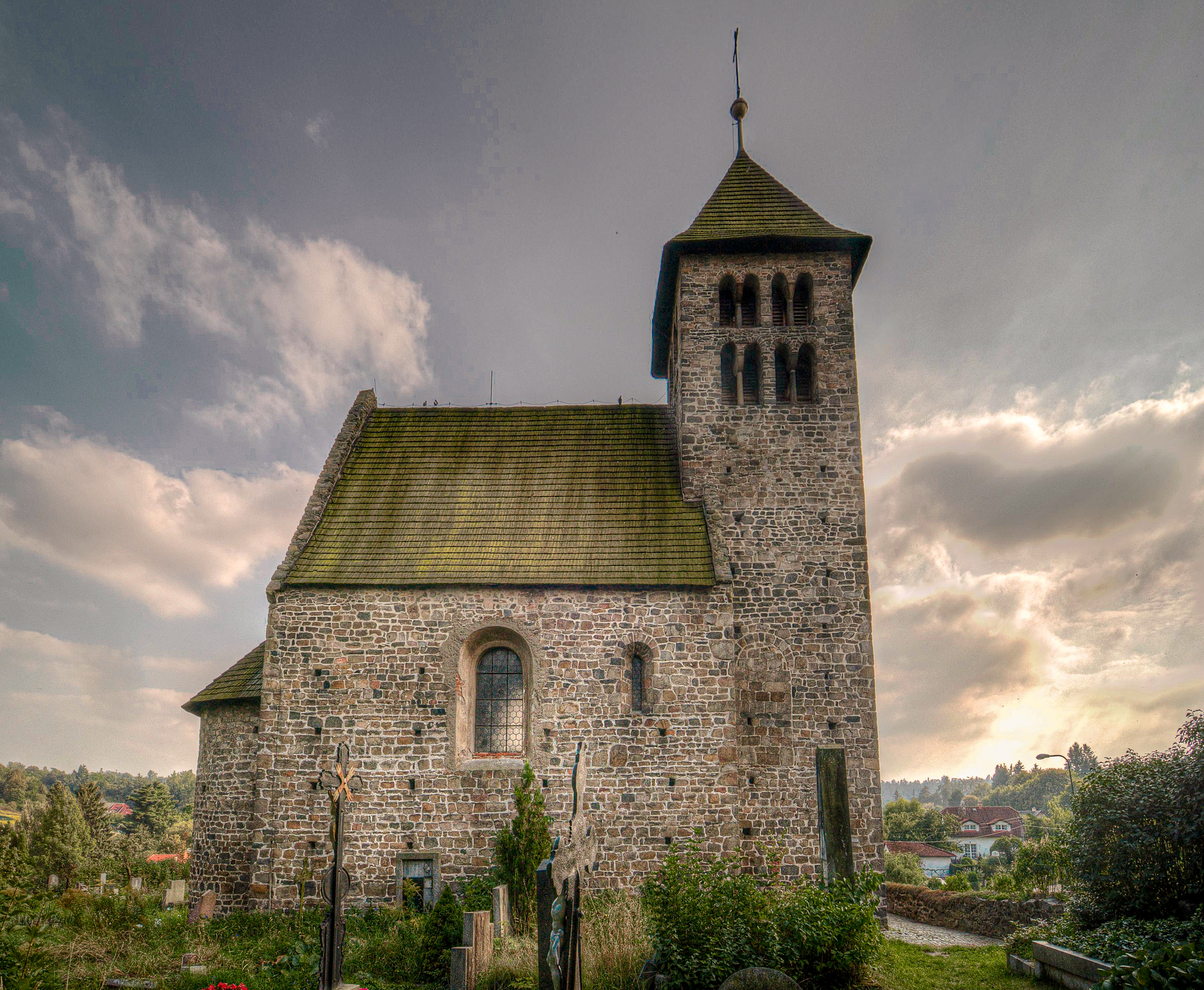
Severní strana

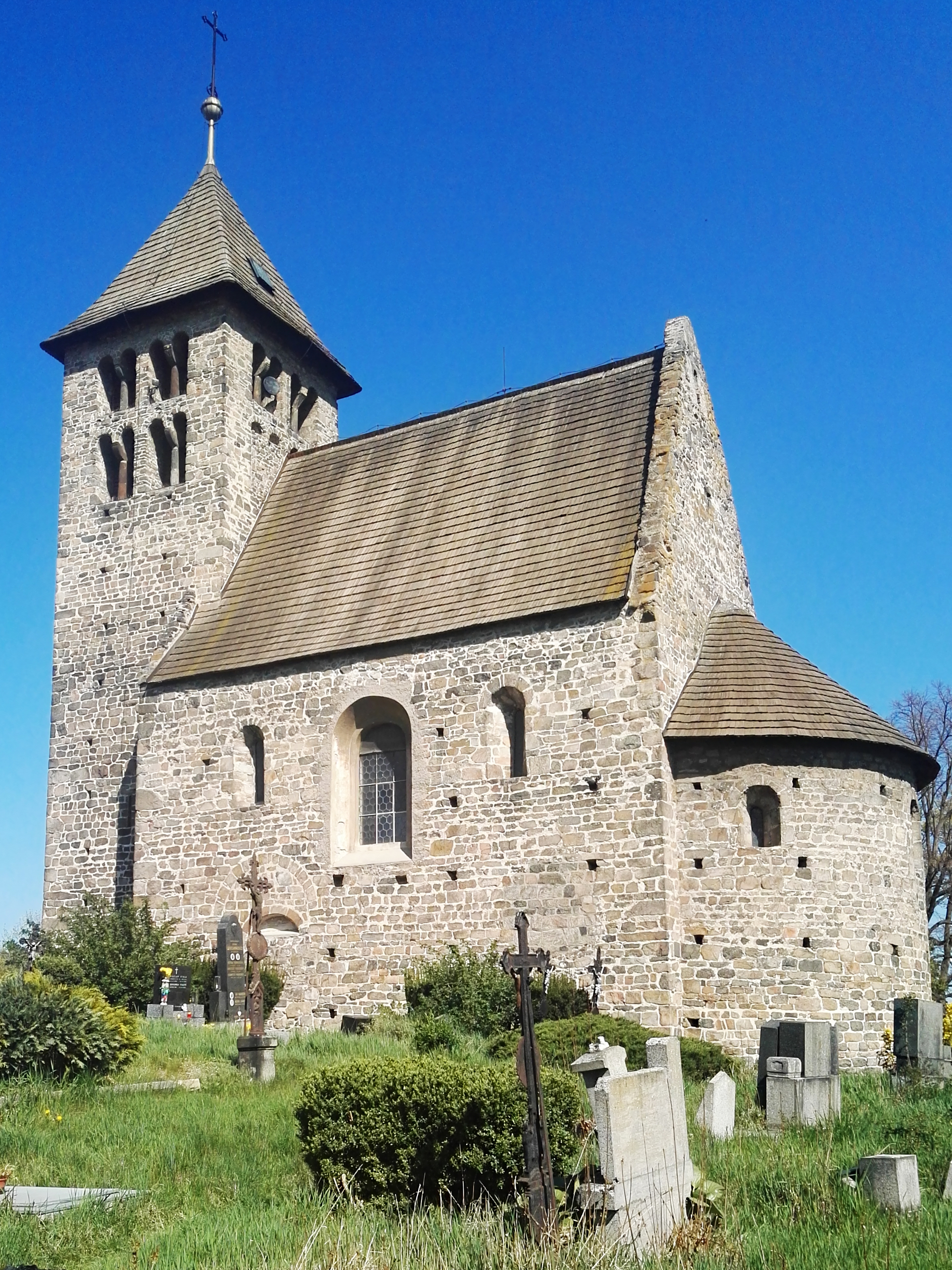
Jižní strana od hřbitova

Kostel byl postaven na počátku nebo kolem poloviny 12. století a patří mezi významné památky románské architektury v Česku. Později byl upravován a barokní mobiliář pochází ze druhé poloviny 17. století.
Jedná se o jednolodní kostel s hranolovou věží postavený z kvádříkového zdiva. Věž má dvě řady podvojně sdružených oken. Ve věži jsou dva zvony, starší z nich je z roku 1507, mladší z roku 1599.
Portál kostela byl původně na jižní straně kostela, ten však byl v roce 1677 zazděn a nový vstup byl vytvořen na západní straně věže.
Apsida má původní okno, jedno okno v lodi bylo rozšířeno v baroku. Uvnitř je plochostropá hlavní loď s klenutou tribunou. V apsidě jsou nástěnné malby z 13. a 14. století, vybavení – hlavní a vedlejší oltáře z doby barokní.
V Poříčí se nachází ještě jeden původně románský kostel svatého Havla.

## Zajímavost
- U kostela byla natáčena scéna ze seriálu Cirkus Humberto s hrobem Márinky, maminky hlavní postavy seriálu Vaška Karase.